# Benediktinský klášter Rajhrad
Benediktinský klášter Rajhrad je konvent benediktinů založený dle tradice v roce 1045, který je od roku 1813 samostatným opatstvím. Nachází se v katastru města Rajhrad v okrese Brno-venkov, na pravém břehu řeky Svratky (před její regulací v 19. století na břehu levém), fakticky na ostrově obtékaném Vojkovickým náhonem (původní neregulovaná Svratka) a dnešní Svratkou. Celý jeho areál s kostelem svatého Petra a Pavla je chráněn jako kulturní památka.
Zdejší knihovna se v roce 2005 stala základem nově založeného Památníku písemnictví na Moravě.

## Historie

### Středověk

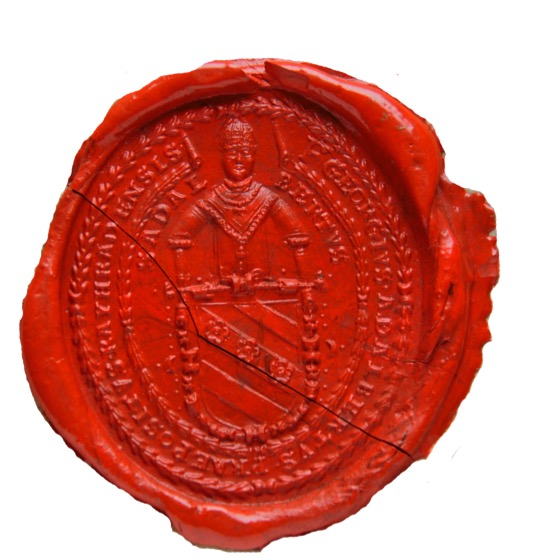
Pečeť Jiřího Vojtěcha Kotelíka z Horštejna, probošta rajhradského kláštera v letech 1623–1643

Na místě dnešního klášterního areálu dříve existovalo rozsáhlé opevněné hradisko.
I přesto, že se vznik rajhradského benediktinského kláštera latinského (západního) ritu (nejstaršího moravského benediktinského kláštera) všeobecně klade do 1. poloviny 11. století, dá se z útržkovitě dochovaných pramenů velmi reálně předpokládat, že na jeho místě stával již cca od 9. století (tj. od velkomoravského období) daleko starší klášter staroslověnského (východního) ritu, ve kterém měl po nějaký čas snad pobývat i samotný sv. Prokop. 
Tzv. břevnovské falsum uvádí, že český kníže Břetislav I. dne 18. října 1045 věnoval břevnovskému benediktinskému klášteru jakousi cellu (poustevnu), kterou údajně sám založil ke cti sv. apoštolů Petra a Pavla v roce 1028, na opuštěném hradě „jenž slove Rajhrad“ a na přímluvu svatého poustevníka Günthera (česky Vintíře) OSB – údajného křestního kmotra knížete Břetislava I. – zde, jak se uvádí ve falsu Břetislavovy zakládací listiny, dne 26. listopadu 1048 usazuje břevnovské benediktiny.
První rajhradští benediktini, jejichž nepočetná komunita čítala odhadem deset mnichů, se plně v duchu řádového hesla „ora et labora – modli se a pracuj“ věnovali zejména osidlování (např. mýtili lesy a zakládali nové osady, provozovali nejrůznější řemeslné dílny, … a pivovar), zúrodnění okolní krajiny (zakládali a obdělávali pole, chmelnice a vinice, … ) a léčitelstvím (pěstovali nejrůznější léčivé byliny, zřídili a následně provozovali nemocnici s lékárnou, chudobinec, … ), ale poměrně záhy založili také rajhradské skriptorium, ve kterém opisovali nebo i vytvářeli nové knihy, a proslulou klášterní školu.
Ve středověké historii rajhradského kláštera bylo zaznamenáno střídavě několik období rozkvětu ale i úpadku, ba dokonce i úplné přerušení historické kontinuity (např. po roce 1278 se opuštěný a vypálený klášter na několik let stal loupežnickým sídlem, z něhož nejrůznější dobrodruzi z řad nižší šlechty podnikali loupeživé výpravy do širokého okolí). Stal se ale i útočištěm např. pro členy konventu českým králem Ferdinandem I. zrušeného benediktinského kláštera ve Vilémově, jejichž poslední opat Petr zde také v roce 1541 skonal a byl pohřben.
Na rozvoj klášterního hospodářství měly vliv nejenom povolení církevních hodnostářů (zejména Svatého Otce) na udělování (respektive prodej ve vlastní režii) mimořádných plnomocných odpustků (takto získané finanční prostředky byly zpravidla používány na opravu vždy těžce po loupežných drancováních poničeného klášterního kostela – např. jen ve velmi neklidném 13. století musel být hned třikrát celkově opravovaný a znovu vysvěcený), ale zejména četná privilegia a výsady, které v průběhu staletí udělovali rajhradským benediktinům zemští pánové a čeští králové. Např. markrabě Přemysl, syn českého krále Přemysla Otakara I., udělil rajhradským benediktinům roku 1234 stejně rozsáhlá práva (imunity), jaké požívali velehradští cisterciáci, a současně potvrdil Rajhradu staré právo sedmidenního trhu, a český král Jan Lucemburský propůjčil v roce 1327 rajhradskému klášteru úplnou soudní moc a výkon veškeré provinciální soudní moci včetně hrdelního práva (to rajhradští benediktini více méně velmi sporadicky fakticky vykonávali do cca 1. poloviny 18. století).

### Novověk
Špatná lokace a k tomu i již zcela nevyhovující stav klášterních budov byl dostatečný důvod k úvahám, zdali by nebylo vhodné zamýšlený nový prostornější a potřebám doby více vyhovující klášter lokalizovat na nějakém vhodnějším místě (tj. na některém z okolních návrší - např. u Rebešovic). - Probošt Placid Jakub Novotný OSB však nebral v potaz mínění svých spolubratří, kteří si posléze na jeho svéhlavé jednání chtěli stěžovat až u vídeňského královského dvora, a započal raně barokní přestavbu rajhradského kláštera na jeho původním místě (do své smrti v roce 1692 stačil ale položit pouze základní kameny pro dvě nové kostelní věže, které byly následně vyzděny téměř do výšky štítu, a začal s bouráním klášterního kostela).  
Nový barokní a tudíž i o poznání rozsáhlejší klášterní komplex, nechal vystavět stavitelem Franzem Klíčníkem z Brna, který se v minulosti např. osvědčil při stavbě premonstrátského kláštera v Zábrdovicích, dle projektu Giovanni Santini Aichla až probošt Antonius Pirmus OSB, kterého je tudíž možno považovat za „druhého zakladatele rajhradského kláštera“. 
Základní kámen dnešního klášterního kostela sv. Petra a Pavla byl položen 4. července 1722. - Stavba trvala plných 17 let a podílelo se na ní mnoho významných umělců té doby (např. autorem štuk byl Matěj Haupt z Mikulova a freskové výzdoby Johann Georg Etgens z Brna. Slavnostní konsekraci provedl dne 7. června 1739 kníže - biskup olomoucký Jakub Arnošt z Lichtenštejna - Kastelkornu.
Zároveň s klášterním kostelem byl po částech bořen starý a následně stavěn nový konvent a prelatura, který však podle původních plánů nikdy nebyl dostavěn (do dnešních dnů chybí např. severní trakt prelatury). - Veškeré práce pokračovaly s odchylkami od původního projektu velmi pomalu a díky stálému nedostatku finančních prostředků probíhaly až do 1. poloviny 19. století.
Velká část cenného vybavení interiérů kláštera (zejména obrazy a cykly obrazů, francouzských a anglických rytin, koberce a zejména holandské goblény, nábytek, … ale i např. cínové nádobí) bylo zakoupeno z popudu probošta Otmara Karla Bor. Konráda OSB v roce 1773 za 120 Zl. na dražbě majetku zrušené Jezuitské koleje v Brně a z pozůstalostí po br. Ignáci Viktorinovi Raabovi exSJ (zejména obrazy), po Leopoldu hraběti Dietrichsteinovi (např. ozdobné jezdecké postroje, sedla, … ) … . 
Po zažehnání novodobé hrozby zrušení kláštera za vlády římského císaře a českého krále Josefa II., kdy byl vydán zákaz přijímání noviců, a jeho následnou sekularizaci (tj. rozpuštění) za vlády římského, později rakouského, císaře a českého krále Františka I. z ekonomických důvodů (klášter se ocitl na pokraji neodvratného bankrotu), začíná období velkolepého nikoli jenom materiálního rozkvětu.
Rajhradský klášter, který byl v roce 1813 z vůle rakouského císaře a českého krále Františka I. povýšen na samostatné opatství, se stal významným centrem vzdělanosti a předním „vědeckým historickým pracovištěm“.

### 20. a 21. století
Klášter byl v roce 1950 zrušen v rámci Akce K. Tehdejší opat, Václav Jan Pokorný, OSB dožil v domově v Žernůvce u Tišnova, rajhradská komunita byla rozprášena. Někteří bratři byli internováni, klášter dostala k dispozici Československá lidová armáda, která jej proměnila ve sklady pro případ mobilizace. Pouze malá část areálu zůstala k dispozici rajhradskému farnímu úřadu. V roce 1990 převzal značně zdevastovaný klášter zpět do majetku řádu P. Benedikt Karel Malý, OSB. Téhož roku přišel do Rajhradu na výpomoc břevnovský benediktin, Páter (P.) Radim Jan Valík, OSB, který byl ustanoven rajhradským farářem. Současně byly činěny pokusy o obnovu mnišské komunity. Komunita byla plně obnovena až po roce 1997, kdy klášter a farnost převzal P. Augustin Ladislav Gazda, OSB. Pro potřeby komunity byla adaptována dosavadní fara, která z klášterního areálu zůstala v relativně nejslušnějším stavu.
Rajhradskou mnišskou komunitu tvořilo v roce 2021 šest mnichů, z toho pět slavných profesů s plnými kapitulními právy.

## Významní členové konventu
- Benedikt Karel Korčian – zemský prelát a opat, včelař a propagátor včelařství
- Řehoř Tomáš Josef Volný – podpřevor, moravský místopisec
- Beda František Dudík – čestný opat třebíčský, učitel, moravský dějepisec a cestovatel
- Pavel Julius Vychodil – ředitel Občanské tiskárny v Brně, spisovatel a literární kritik a teoretik
- Maurus Josef Jan Petr Kinter – historik a zakladatel do dnešních dnů vycházející revue věnující se historii benediktinského řádu
- Augustin Alois Vrzal – překladatel ruské klasické literatury a literární historik
- Vojtěch Jakub Slouk
- Prokop Bartoloměj Šup – opat

## Galerie

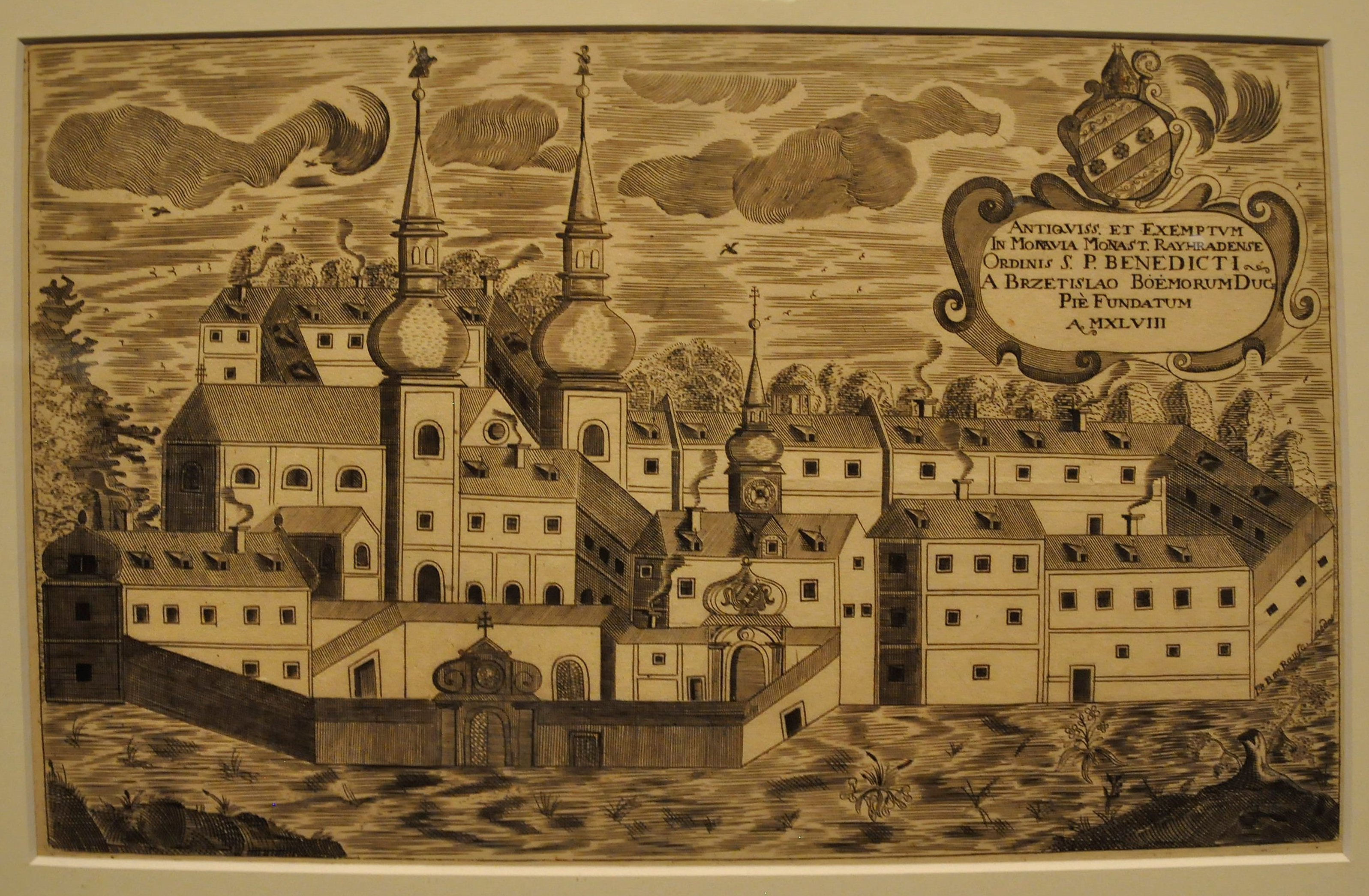
Vyobrazení kláštera kolem roku 1720
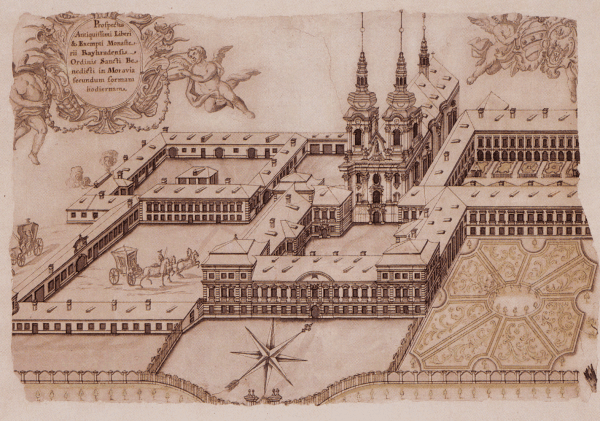
Vyobrazení kláštera ze 70. let 18. století
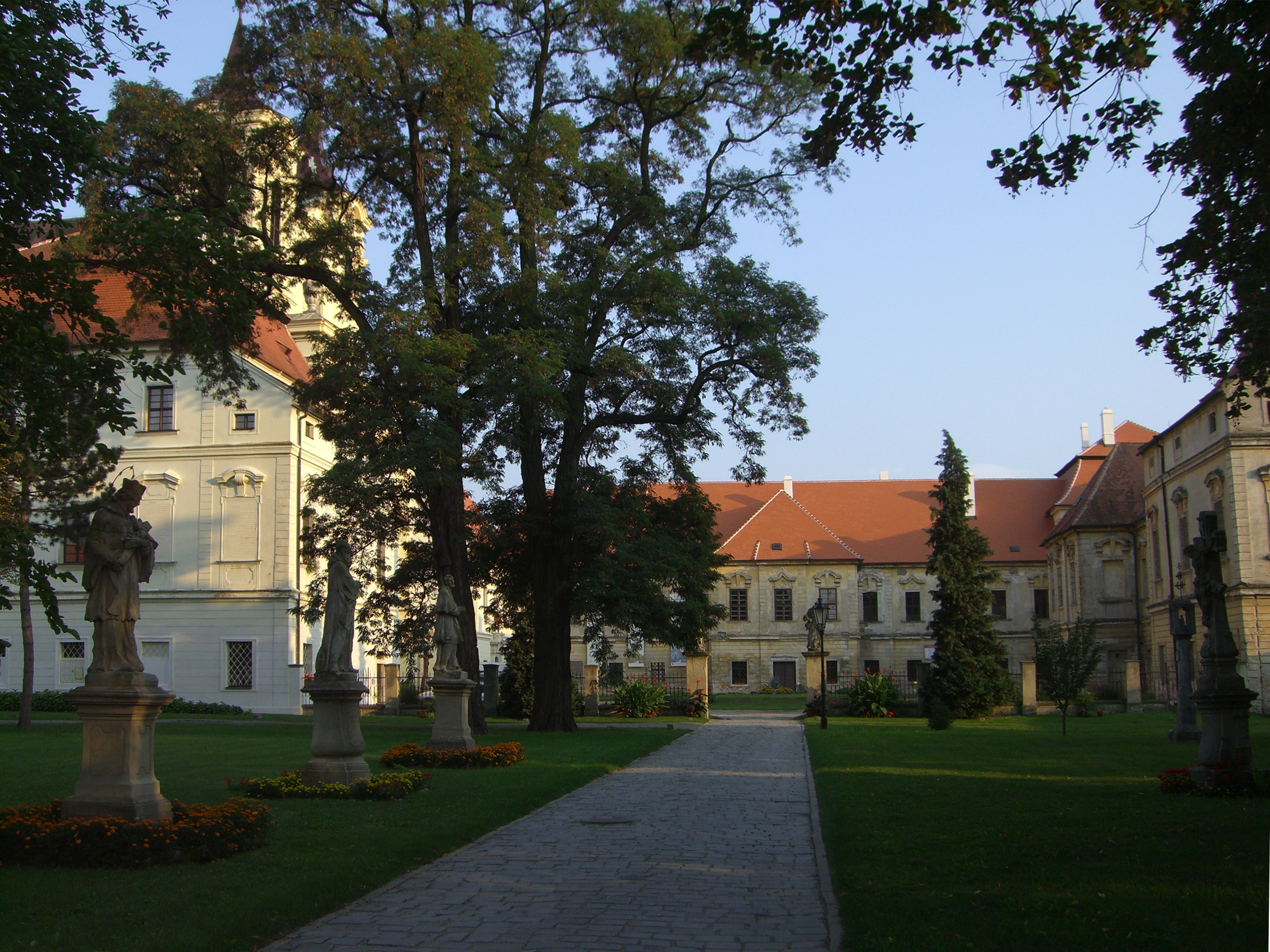
Příjezdová cesta
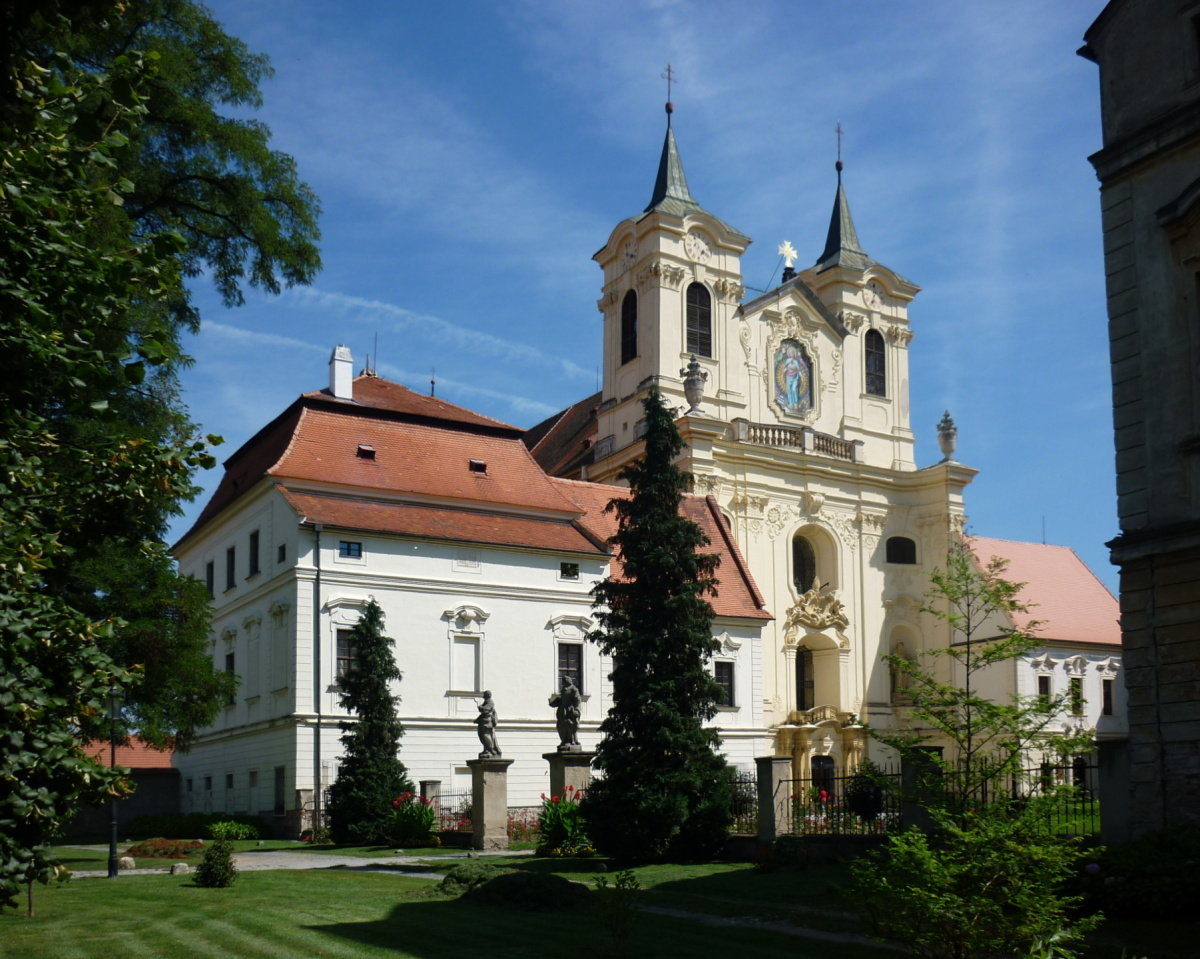
Hlavní průčelí kostela
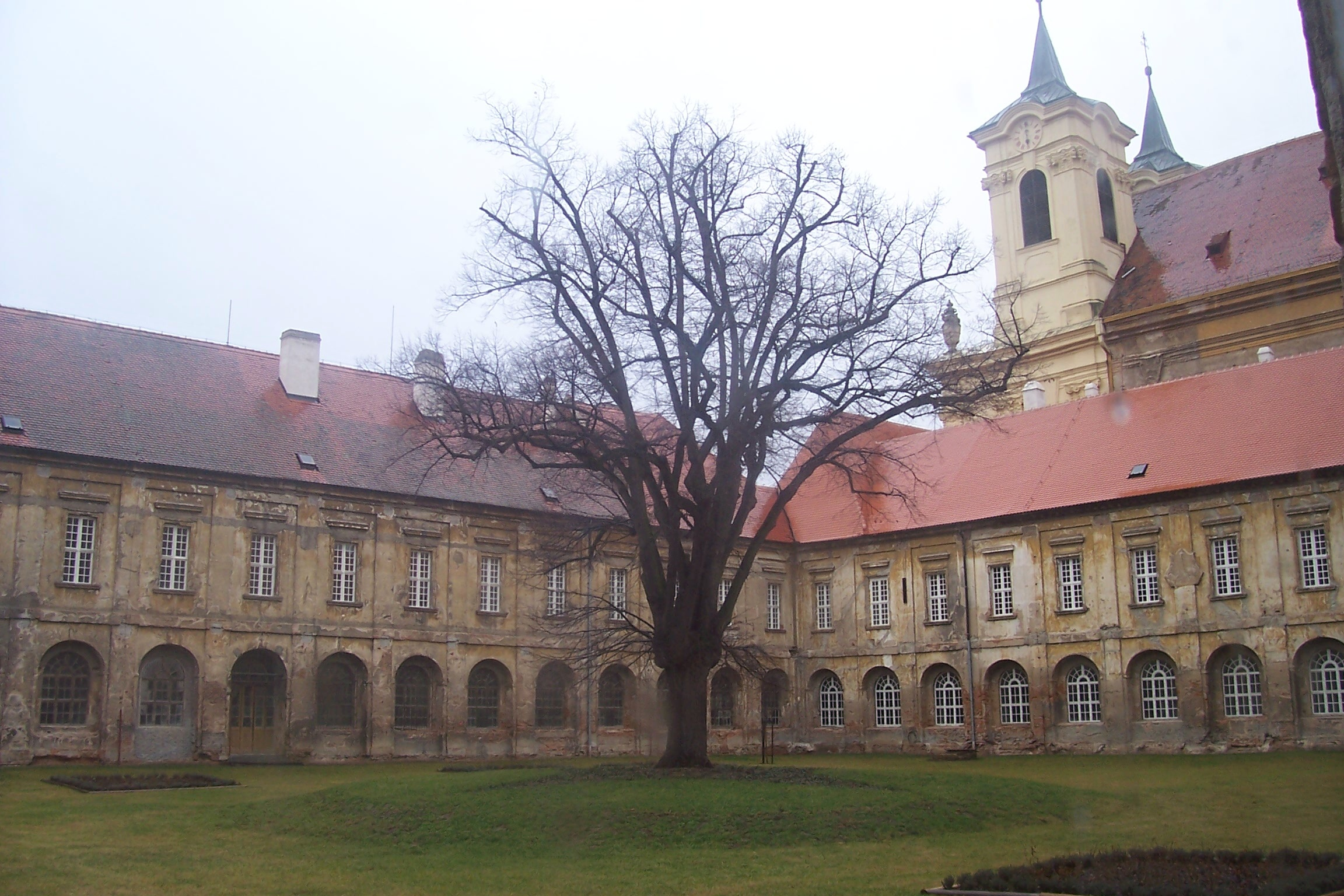
Rajský dvůr
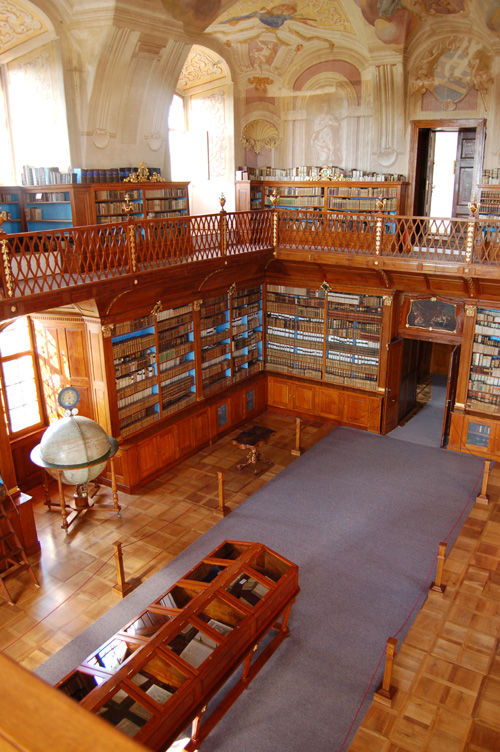
Historický sál knihovny
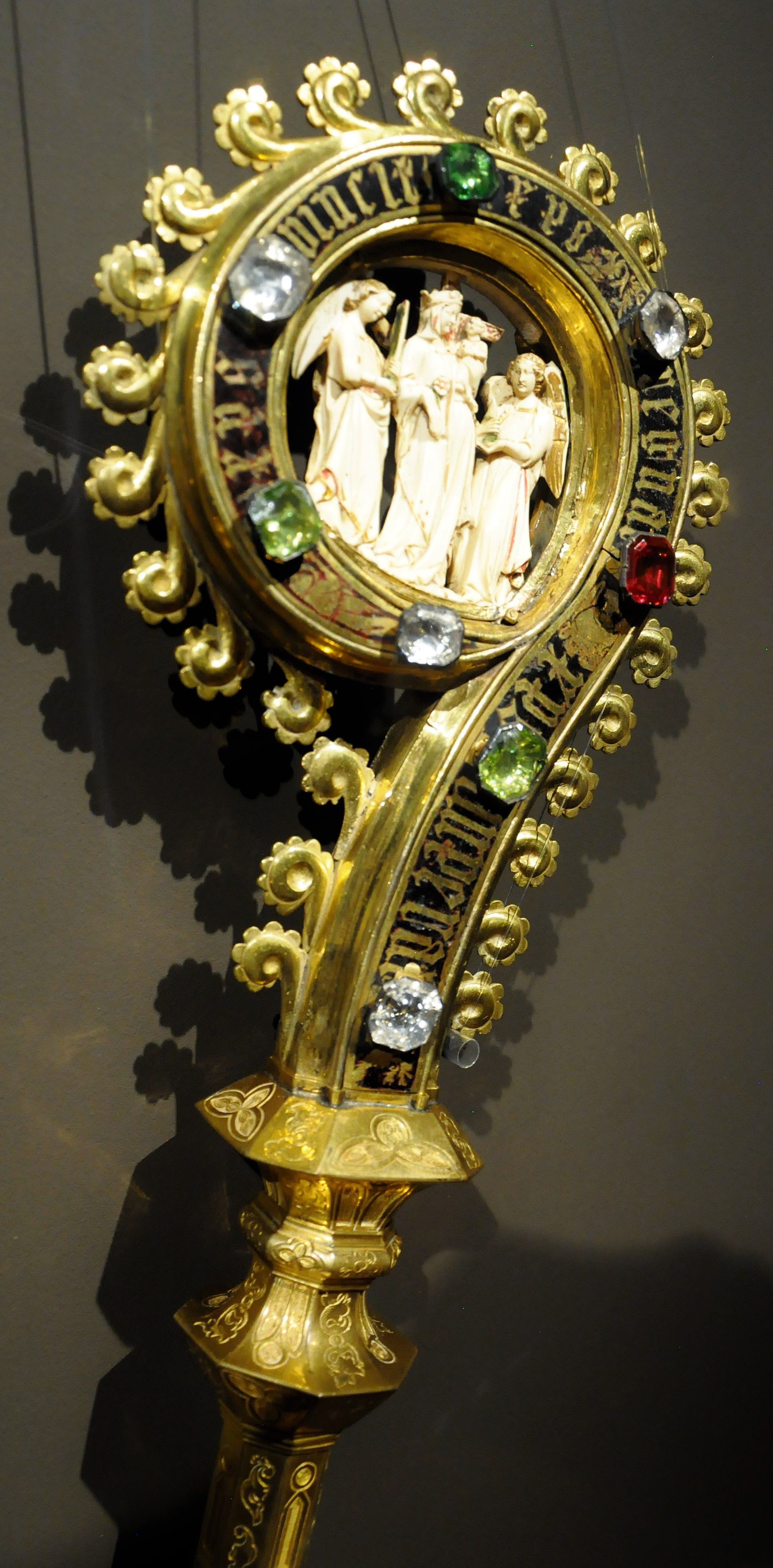
Opatská berla z Rajhradu, kolem roku 1300